# تيرانس هوبز
تيرانس هوبز (بالإنجليزية: Terrance Hobbs)‏ هو موسيقي أمريكي، ولد في 1 أبريل 1970.